# Pihen-lès-Guînes
Pihen-lès-Guînes (flämisch: „Pittem“) ist eine französische Gemeinde mit 530 Einwohnern (Stand: 1. Januar 2022) im Département Pas-de-Calais in der Region Hauts-de-France; sie gehört zum Arrondissement Calais und zum Kanton Calais-1 (bis 2015: Kanton Guînes). Die Einwohner werden Pihenois genannt.
Während der Luftschlacht um England lag zwischen Pihen und Saint-Inglevert ein wichtiger Feldflugplatz der deutschen Luftwaffe.

## Geografie
Pihen-lès-Guînes liegt etwa zehn Kilometer südsüdöstlich von Calais. Umgeben wird Pihen-lès-Guînes von den Nachbargemeinden Bonningues-lès-Calais im Norden und Nordwesten, Saint-Tricat im Nordosten, Hames-Boucres im Osten und Südosten, Caffiers und Landrethun-le-Nord im Süden sowie Saint-Inglevert im Westen.

## Bevölkerungsentwicklung
| Jahr                      | 1962 | 1968 | 1975 | 1982 | 1990 | 1999 | 2006 | 2013 |
| Einwohner                 | 367  | 349  | 309  | 357  | 413  | 394  | 477  | 467  |
| Quelle: Cassini und INSEE |      |      |      |      |      |      |      |      |

## Sehenswürdigkeiten
- Kirche Notre-Dame-de-l'Annonciation aus dem 13. Jahrhundert
- Schloss Alenthun
- Schloss La Rocherie
- Schloss La Quennevacherie aus dem 19. Jahrhundert

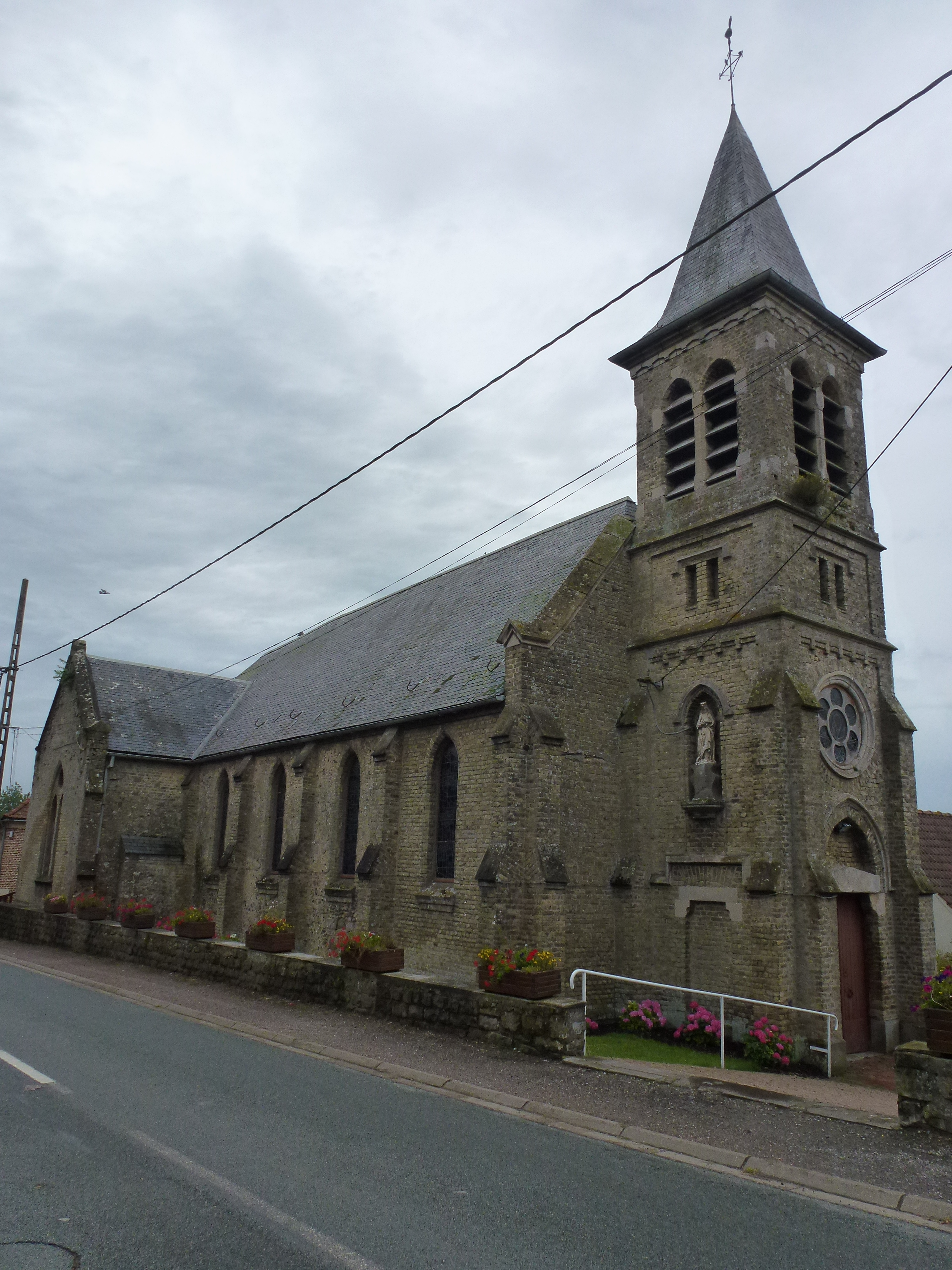
Kirche Notre-Dame-de-l'Annonciation

- Herrenhaus Le Beauregard
- alte Mühle